# Langur canós
El langur canós (Presbytis canicrus) és una espècie de primat de la família dels cercopitècids. Anteriorment era considerat una subespècie del langur de Hose (P. hosei), del qual fou separat basant-se en dades genètiques. És endèmic de la província indonèsia del Kalimantan Oriental, a l'illa de Borneo. La Unió Internacional per a la Conservació de la Natura (UICN) el classifica com a espècie en perill.